# Locmalo
Locmalo är en kommun i departementet Morbihan i regionen Bretagne i nordvästra Frankrike. Kommunen ligger i kantonen Guémené-sur-Scorff som tillhör arrondissementet Pontivy. År 2022 hade Locmalo 894 invånare.

## Befolkningsutveckling
Antalet invånare i kommunen Locmalo
| Referens: INSEE |